# Pietro III Candiano
Pietro III Candiano , hijo de Pietro II Candiano, fue el dux de Venecia desde el año 942 hasta el 959.

## Historia
En 948, lideró una flota de 33 galeras para castigar a los piratas dálmatas —Narentines— por incursionar en varias ocasiones a través del mar Adriático. Tras el intento militar que fracasó, lo intentó de nuevo, pero el resultado fue un tratado de paz que hizo que la Serenísima República de Venecia pagara impuestos a las Narentines para el paso seguro durante los siguientes cincuenta años, hasta las acciones del dogo Pietro II Orseolo. Su mujer fue la dogaresa Arcielda Candiano.
Hijos de Pietro III fueron el dogo Pietro IV Candiano (930-976) y Domenigo Candiano, obispo de Torcello. El dramaturgo inglés William Shakespeare basó su historia de Romeo y Julieta en la vida Elena Candiano, hija de Pietro III Candiano, y su futuro esposo, Gerardo Guoro.[cita requerida]
| Predecesor: Pietro Partcipazio | Dux de Venecia 942-959 | Sucesor: Pietro IV Candiano |